# Neoptolemus (generaal)
Neoptolemus (Grieks: Νεοπτόλεμος) was een officier van Alexander de Grote. Volgens Arrianus hoorde hij tot de Aiakiden, dus hij was waarschijnlijk aanverwant met de koningen van Epirus. Neoptolemus wordt vermeld als lid van de hetairoi en had zichzelf onderscheiden tijdens het beleg van Gaza in 322 voor Christus, want hij was de eerste die de muren had beklommen.
Er is weinig geschreven over hem tijdens de veldtochten van Alexander, maar het lijkt alsof hij de reputatie van een goede soldaat had ontvangen. Dexippus schrijft dat de satrapie Carmania  aan hem werd gegeven na de dood van Alexander Maar volgens Diodorus Sicullus en Justinus werd deze provincie aan Tlepolemus gegeven. Het is dus mogelijk dat er sprake is van een schrijffout bij Dexippus, want Neoptolemus en Tlepolemus lijken wel erg op elkaar. Het lijkt erop dat Neoptolemus veldtochten in Armenië hield na de dood van Alexander, maar wat hij er precies heeft gedaan is onduidelijk. Het is mogelijk dat hij eerder een strategos was dan een satraap. Neoptolemus kon enkel maar verwoesting aanrichten in Armenië, wat kan aangeven dat hij niet samenwerkte met een satraap.
Omdat Neoptolemus de reputatie had om rusteloos en ongedurig te zijn, bekeek Perdikkas hem met argwaan. Dus in 321 voor Christus, toen Perdikkas naar Egypte ging, plaatste hij Neoptolemus onder leiding van Eumenes, die bij Neoptolemus een oogje in het zeil moest houden.
Perdikkas' verdenkingen bleken gegrond te zijn: Neoptolemus begon onmiddellijk te corresponderen met de vijandige Macedonische leiders, Antipater en Krateros, en wilde Eumenes niet gehoorzamen toen die hem vroeg om zijn contingent dat hij had toegewezen gekregen bij hem te voegen. Als antwoord trok Eumenes onmiddellijk tegen hem op, en dwong alle Macedonische troepen in zijn dienst om een eed van trouw te zweren aan Perdikkas.
Neoptolemus kon ontsnappen met een klein deel van de cavalerie en sloot zich aan bij Krateros, die hij overtuigde om onmiddellijk tegen Eumenes op te trekken, want deze laatste was zijn overwinning nog steeds aan het vieren en was onvoorbereid voor een nieuwe aanval. Maar hun voorzichtige tegenstander werd toch niet verrast en kon zijn vijanden in een normale veldslag bevechten. Tijdens deze slag leidde Neoptolemus de linkerflank, waardoor hij tegenover Eumenes zelf stond. De twee leiders, die bittere persoonlijke vijanden waren geworden, zochten elkaar tijdens de slag en vochten tegen elkaar waarin Neoptolemus na een wanhopige worsteling werd gedood door Eumenes.